# Stargazing
 (mars 2025).
Le contenu est difficilement compréhensible vu les erreurs de traduction, qui sont peut-être dues à l'utilisation d'un logiciel de traduction automatique.
 (mars 2025).
La mise en forme du texte ne suit pas les recommandations de Wikipédia : il faut le « wikifier ».
Les points d'amélioration suivants sont les cas les plus fréquents :
- Les titres sont pré-formatés par le logiciel. Ils ne sont ni en capitales, ni en gras.
- Le texte ne doit pas être écrit en capitales (les noms de famille non plus), ni en gras, ni en italique, ni en « petit »…
- Le gras n'est utilisé que pour surligner le titre de l'article dans l'introduction, une seule fois.
- L'italique est rarement utilisé : mots en langue étrangère, titres d'œuvres, noms de bateaux, etc.
- Les citations ne sont pas en italique mais en corps de texte normal. Elles sont entourées par des guillemets français : « et ».
- Les listes à puces sont à éviter, des paragraphes rédigés étant largement préférés. Les tableaux sont à réserver à la présentation de données structurées (résultats, etc.).
- Les appels de note de bas de page (petits chiffres en exposant, introduits par l'outil «  Source ») sont à placer entre la fin de phrase et le point final[comme ça].
- Les liens internes (vers d'autres articles de Wikipédia) sont à choisir avec parcimonie. Créez des liens vers des articles approfondissant le sujet. Les termes génériques sans rapport avec le sujet sont à éviter, ainsi que les répétitions de liens vers un même terme.
- Les liens externes sont à placer uniquement dans une section « Liens externes », à la fin de l'article. Ces liens sont à choisir avec parcimonie suivant les règles définies. Si un lien sert de source à l'article, son insertion dans le texte est à faire par les notes de bas de page.
- La présentation des références doit suivre les conventions bibliographiques. Il est recommandé d'utiliser les modèles {{Ouvrage}}, {{Chapitre}}, {{Article}}, {{Lien web}} et/ou {{Bibliographie}}. Le mode d'édition visuel peut mettre en forme automatiquement les références.
- Insérer une infobox (cadre d'informations à droite) n'est pas obligatoire pour parachever la mise en page.

Pour une aide détaillée, merci de consulter Aide:Wikification.
Si vous pensez que ces points ont été résolus, vous pouvez retirer ce bandeau et améliorer la mise en forme d'un autre article.
Singles de Myles Smith
Betting on Us
(2024) Wait for you
(2024)
Stargazing est une chanson de l'auteur-compositeur-interprète britannique Myles Smith. Il est sorti en tant que premier single de sa deuxième pièce prolongée A Minute... le 10 mai 2024 via Sony Music. C'est considéré comme son succès.

## Histoire de la chanson
Dans une interview avec Billboard, Myles Smith a déclaré qu'il avait créé la chanson lors d'une visite à Malibu, en Californie, en janvier 2024, alors qu'il voulait écrire « quelque chose de vraiment chaleureux, amusant et heureux ». Le titre a été inspiré par un moment où il regardait un coucher de soleil à Malibu avec ses amis. Selon Smith, il a immédiatement proposé le refrain. Concernant le processus d'écriture de chansons avec les co-auteurs-compositeurs Jesse Fink et Peter Fenn, Smith a déclaré . Il a révélé des détails supplémentaires sur les modifications qu'ils ont apportées à la chanson pendant la composition et l'enregistrement. Le 8 avril 2024, avant de terminer la chanson, Smith a publié un extrait de lui interprétant le refrain de la chanson à la guitare acoustique sur l'application de partage de vidéos TikTok. Le 16 avril, il a présenté en avant-première une version démo de la chanson. Le 21 avril, Smith a publié l'audio officiel de la chanson sur TikTok, qui a depuis enregistré plus de 50 000 clips.

## Certification
| Pays                                      | Certification  | Unités/ventes certifiées |
| ----------------------------------------- | -------------- | ------------------------ |
| Australie (ARIA)                          | 3 fois platine | 210,000‡                 |
| Autriche (IFPI Austria)                   | Platine        | 30,000‡                  |
| Belgique (BEA)                            | Platine        | 40,000‡                  |
| Canada (Music Canada)                     | 3 fois platine | 240,000‡                 |
| Danemark (IFPI Danmark)                   | Or             | 45,000‡                  |
| France (SNEP)                             | Or             | 100,000‡                 |
| Italie (FIMI)                             | Or             | 50,000‡                  |
| Nouvelle Zélande (RMNZ)                   | Platine        | 30,000‡                  |
| Norvège (IFPI Norway)                     | Or             | 30,000‡                  |
| Pologne (ZPAV)                            | Or             | 25,000‡                  |
| Portugal (AFP)                            | Platine        | 10,000‡                  |
| Afrique du Sud (RISA)                     | Platine        | 40,000‡                  |
| Espagne (Productores de Música de España) | Or             | 30,000‡                  |
| Suisse (IFPI Switzerland)                 | Platine        | 30,000‡                  |
| Royaume Uni (BPI)                         | Platine        | 600,000‡                 |
| États Unis (RIAA)                         | Platine        | 1,000,000‡               |
| En Direct                                 |                |                          |
| Suède (GLF)                               | Platine        | 12,000,000†              |
|                                           |                |                          |

## Note et Référence
1. 1 2 3 4  (en-US) Danielle Pascual, « How Myles Smith Turned a Working Demo Into a Hot 100 Hit: ‘There’s So Much Beauty in Imperfection’ », sur Billboard, 7 juin 2024 (consulté le 1er janvier 2025)
2. ↑  (en-US) Xander Zellner, « Hot 100 First-Timers: Myles Smith Shines With Breakthrough Single ‘Stargazing’ », sur Billboard, 21 mai 2024 (consulté le 1er janvier 2025)
3. ↑  (de) « Auszeichnungen Archiv », sur IFPI Austria - Verband der österreichischen Musikwirtschaft (consulté le 1er janvier 2025)
4. ↑  (en-US) « Gold/Platinum - Music Canada », Music Canada (consulté le 1er janvier 2025)
5. ↑  « Myles Smith "Stargazing" | IFPI », sur ifpi.dk (consulté le 1er janvier 2025)
6. ↑  « Les certifications », sur SNEP (consulté le 1er janvier 2025)
7. ↑  (it) « Richiedi targhetta », sur www.fimi.it (consulté le 1er janvier 2025)